# Bellator 94
 Bellator XCIV  é um evento de artes marciais mistas organizado pelo Bellator Fighting Championships, ocorrido no dia 28 de março de 2013 no USF Sun Dome em Tampa, Florida. O evento foi transmitido ao vivo na Spike TV e contou com as Finais do Torneio Meio Pesado e dos Leves.

## Background
Tony Fryklund retornou para o MMA após 6 anos parado, sua última luta tinha sido uma derrota para Cung Le em um evento do Strikeforce em Junho de 2007, mas sua luta de retorno contra Patrick Cenoble terminou empatada.
A luta entre Ivan Devalle e Rory Shallcross aconteceria nesse evento, porém não se materializou.